# I. e. 52
Évszázadok: i. e. 2. század – i. e. 1. század – 1. század
Évtizedek: i. e. 100-as évek – i. e. 90-es évek – i. e. 80-as évek – i. e. 70-es évek – i. e. 60-as évek – i. e. 50-es évek – i. e. 40-es évek – i. e. 30-as évek – i. e. 20-as évek – i. e. 10-es évek – i. e. 1-es évek
Évek: i. e. 57 – i. e. 56 – i. e. 55 – i. e. 54 –  i. e. 53 – i. e. 52 – i. e. 51 – i. e. 50 – i. e. 49 – i. e. 48 – i. e. 47

## Események

### Róma
- Január 18. : Titus Annius Milo emberei meggyilkolják Publius Clodius Pulchert. A szenátus megelégeli a politikai harcokat, amelyek csatatérré változtatták Róma utcáit és Pompeiust jelölik egyedüli consulként, hogy tegyen rendet. Pompeius feleségül veszi az előző évben meghalt Crassus menyét (Publius Licinius Crassus özvegyét), Corneliát; apósát, Quintus Caecilius Metellus Pius Scipio Nasicát maga mellé veszi társconsulnak.
- Pompeius csapatokat toboroz a fegyveres bandák megfékezésére, bíróságot állít azok tagjainak elítélésére; egy másik törvényszéket a választási vesztegetések kivizsgálására és megtiltja, hogy valaki távollétében jelöltesse magát állami hivatalra (ez a törvény a Galliában hadakozó Caesar ellen íródott). Pompeius hispaniai helytartóságát öt évvel meghosszabbítják.
- A gall háborúban a gallok rádöbbennek, hogy nem csak adót kell fizetniük a rómaiaknak, hanem Caesar római provinciává akarja változtatni Galliát. Az arvernusok királyának, Vercingetorixnak a vezetésével a legtöbb törzs egyesül és fellázadnak a rómaiak ellen.
- Caesar ostrom alá veszi a bituriges cubi törzs fővárosát, Avaricumot. Bár a gall felmentő sereg folyamatosan zaklatja hátsó védelmi vonalait, a rómaiak rohammal elfoglalják a várost és mind a 40 ezer lakóját lemészárolják.
- Caesar ezt követően az arvernusok fővárosát, Gergoviát ostromolja meg, de a létszámföléynben levő gallok rátámadnak és megfutamítják.
- A rómaiak a vingeanne-i csatában visszaverik a gall lovasság támadását. Vercingetorix Alesiába vonul vissza, amit Caesar hatalmas ostromművekkel vesz körbe. A felmentő sereg hátbatámadja az ostromlókat, de a tornyokkal, többszörös sáncokkal, árokkal megerősített ostromművekkel nem boldogulnak. Két hónapos ostrom után Vercingetorix megadja magát, a gallok felkelése elbukik.

## Halálozások
- Publius Clodius Pulcher, római politikus
- Szuréna, pártus hadvezér

## Fordítás
- Ez a szócikk részben vagy egészben  a(z)   52 BC című angol Wikipédia-szócikk ezen változatának fordításán alapul.  Az eredeti cikk szerkesztőit annak laptörténete sorolja fel. Ez a jelzés csupán a megfogalmazás eredetét és a szerzői jogokat jelzi, nem szolgál a cikkben szereplő információk forrásmegjelöléseként.